# Joseph Devlin
Joseph Devlin (13 février 1871 - 18 janvier 1934) est un journaliste irlandais et un homme politique nationaliste influent. Il est député du Parti parlementaire irlandais à la Chambre des communes et plus tard député du Parti nationaliste au Parlement d'Irlande du Nord. Devlin est appelé « duodecimo Démosthène » par Tim Healy.

## Jeunesse
Né au 10 Hamill Street, dans le quartier de Lower Falls à Belfast, il est le cinquième enfant de Charles Devlin (décédé en 1906) qui est un taxi, et sa femme Eliza King (décédée en 1902) qui vend des produits d'épicerie de leur maison, tous les deux sont Catholiques romains. Jusqu'à l'âge de douze ans, il fréquente l'école voisine de St. Mary's Christian Brothers à Divis Street, où il fait ses études dans une vision plus « nationale » de l'histoire et de la culture irlandaise que celle offerte par les écoles diocésaines ou le système public.
Tout en travaillant brièvement comme commis et dans un pub, il montre un don précoce pour parler en public et devient président d'une société de débat fondée en 1886 pour commémorer la première victoire électorale nationaliste irlandaise à West Belfast. De 1891 à 1893, il est journaliste à l'Irish News, puis au Freeman's Journal lorsqu'il s'associe à l' Ancien Ordre des Hiberniens (AOH), qu'il contribue à établir dans les années 1890. Il est un adversaire de longue date de son homologue loyaliste, l'Ordre d'Orange. Il a ensuite travaillé dans la brasserie de Samuel Young, pour qui il gère un pub de Belfast jusqu'en 1902.

## Carrière politique
Au cours des années 1890, il milite à la Fédération nationale irlandaise anti-parnellite dans l'est de l'Ulster. Lorsque William O'Brien fonde la United Irish League (UIL) dans le comté de Mayo en 1898, Devlin fonde la section UIL à Belfast qui devient sa machine politique en Ulster. Il est élu sans opposition comme député du Parti parlementaire irlandais (IPP) pour Kilkenny North lors de l'élection partielle de février 1902. Sa première mission politique a lieu cette année-là lorsque le Parti l'envoie auprès des Irlando-Américains pour la première de plusieurs missions de collecte de fonds réussies.
C'est là qu'il rencontre le pouvoir des ordres hiberniens et, à son retour, entreprend de le revendiquer pour le nationalisme constitutionnel, lorsqu'en 1904 il devient grand maître de l'AOH à vie en Irlande. Les membres de son Ordre, en grande partie composés d'anciens membres des Molly Maguires, une société secrète militante également connue sous le nom de Mollies, deviennent également membres du Parti irlandais, l'infiltrant profondément. Déjà secrétaire de la Ligue irlandaise unie de Grande-Bretagne, basée à Londres, Devlin est secrétaire général de l'UIL d'O'Brien, en remplacement de John O'Donnell, à l'initiative du vice-leader de l'IPP, John Dillon, avec lequel il entretient une alliance étroite et qui est tombé sous son influence. Ce « coup d'État » leur donne le contrôle national des 1 200 antennes de l'UIL, la base organisationnelle de l'IPP, privant O'Brien de toute autorité.
Devlin grimpe dans les rangs de la Ligue, passant du statut d'organisateur nationaliste local à Belfast au seul nouveau venu du parti parlementaire à être accepté comme un égal par les dirigeants établis. Il est dévoué à Dillon qui l'a grandement aidé à sa montée en puissance, et Dillon à son tour compte beaucoup sur lui, non seulement pour son contrôle de l'UIL et de l'AOH, mais aussi parce qu'il est un représentant exceptionnel du nationalisme d'Ulster.

## Immense influence
Il devient un parlementaire reconnu et atteint le sommet grâce à l'utilisation habile de deux talents remarquables, son art oratoire persuasif et très puissant, et son contrôle de l'organisation, non seulement en tant que secrétaire général de la Ligue irlandaise unie, mais aussi de l'ancien ordre des hiberniens. Il est le seul membre de la jeune génération à appartenir au cercle le plus profond de la direction de l'IPP et est largement considéré comme un héritier éventuel.
Pendant quelques années, Devlin est en conflit acharné avec l'Association catholique des évêques qui veut une politique basée sur les droits catholiques plutôt que sur le nationalisme. Contrôlant trois organisations politiques nationalistes, toutes les parties tombent sous l'influence de Devlin. L'AOH continue le lien O'Connellite entre le catholicisme et le nationalisme, mais sous un contrôle d'organisations laïques. Pour les opposants du parti irlandais, l'AOH est synonyme de sectarisme catholique et de favoritisme,. Devlin représente les principaux intérêts commerciaux urbains et nationaux, ce qui contraste avec son plaidoyer pour les réformes sociales lorsqu'il aborde les questions de travail, en particulier les conditions de travail dans les usines de lin et les métiers du textile.
Aux élections générales britanniques de 1906, Devlin est réélu à Kilkenny North, et aussi à Belfast West qu'il récupère sur les unionistes par 16 voix. En choisissant de conserver le siège de Belfast, il en est le député au-delà de 1918, lorsque sa popularité à Belfast et dans l'est de l'Ulster survit à la chute de l'IPP. Devlin devient gouverneur de l'arrière-pays nationaliste après que son appareil politique AOH ait rapidement saturé le pays, agissant par l'intermédiaire de l'UIL en tant qu'organisation de soutien militante du parti irlandais.
L'AOH se heurte avec véhémence à une organisation nationaliste, la All-for-Ireland League (AFIL) basée à Munster, un parti indépendant fondé par William O'Brien qui considère l'AOH de Devlin comme étant à l'origine de l'intimidation religieuse et du sectarisme généralisés. Lui et ses partisans sont attaqués lors d'une Convention de l'UIL à Dublin en février 1909 par 400 militants « Mollies » organisés par Devlin pour le faire taire lui et ses partisans lors de ce qui est devenu connu sous le nom de « Convention Baton ».

## Compromis du Home Rule
Avec l'implication de l'Irlande lors du déclenchement de la Première Guerre mondiale en août 1914, Devlin se range du côté de Redmond en soutenant le recrutement pour l'effort de guerre britannique et allié et l'enrôlement volontaire de volontaires nationaux dans les régiments irlandais de la New Service Army. Le plan de Redmond est que, après la guerre, une « brigade irlandaise » et les volontaires nationaux fourniraient la base d'une armée irlandaise, capable de faire respecter le Home Rule sur les unionistes d'Ulster réticents.
Après le soulèvement de Pâques de 1916, Devlin passe un compromis avec les nationalistes du Nord sur une exclusion temporaire de six comtés pour aider les négociations avortées de Lloyd George sur l'autonomie, organisant une convention qui approuve l'exclusion par un vote de 475 contre 265. D'un autre côté, au cours de la Convention irlandaise, il se range du côté des évêques en bloquant le compromis de Redmond avec les unionistes du Sud sur l'autonomie locale. En avril 1918, Devlin est signataire de l'engagement anti-crise de la conscription de 1918. À la fin de la guerre, il est élu député nationaliste de Belfast Falls aux élections générales de 1918 (au cours desquelles il bat Éamon de Valera du Sinn Féin), l'un des très rares députés du parti parlementaire irlandais à conserver son siège lors de la victoire du Sinn Féin.

## Chef de minorité
De 1919 à 1921, sa formation est réduite à six députés nationalistes. Ses tentatives pour parvenir à un front nationaliste uni sont sapées en raison du ressentiment des nationalistes de l'ouest de l'Ulster à propos de son acceptation de la partition temporaire comme prix d'un règlement du Home Rule en 1916. Il évite toute implication dans les négociations sur l'avenir de l'Irlande, acceptant que le mandat passe au Sinn Féin. Bien que, lorsqu'il tente de parler des meurtres de Croke Park qui ont lieu le dimanche sanglant à Westminster, il est insulté et agressé physiquement par le député conservateur John Elsdale Molson. Le Président a dû suspendre la séance.
En février 1920, Delvin est certain qu'un Parlement serait mis en place pour six comtés de l'Ulster : « Cela signifiera la pire forme de partition et, bien sûr, la partition permanente […] nous, catholiques et nationalistes, ne pourrions en aucun cas consentir à être placé sous la domination d'un parlement si habilement établi qu'il nous est impossible d'être jamais autre qu'une minorité permanente, avec toutes les souffrances et la tyrannie de nos jours continuées, mais sous une forme pire. »
Lors de la première élection en 1921 pour la Chambre des communes d'Irlande du Nord après la promulgation de la loi sur le gouvernement de l'Irlande de 1920, afin de ne pas permettre aux unionistes d'Ulster de ne ps prendre tous les sièges, il conclut un pacte avec de Valera contre lequel les nationalistes ne s'opposeraient pas. Les deux partis coopèrent pendant l'élection et remportent chacun 6 sièges, les unionistes 40. Devlin, qui représente un point de vue nationaliste plus modéré, est élu à la fois pour Antrim et Belfast Ouest. Il choisit de siéger pour Belfast-Ouest bien que son siège dans la circonscription d'Antrim à sept membres soit resté vacant pour le reste du Parlement. Il continue à siéger à Westminster comme chef du Parti nationaliste d'Irlande du Nord, les deux petits partis n'ayant pas reconnu le parlement de Stormont. Son siège à Belfast Falls est aboli en 1922, et Devlin se présente sans succès Liverpool Exchange ; il retourne à Westminster en 1929.
Devlin est réélu à Belfast-Ouest en 1925 et il décide de diriger son petit parti hors de l'abstentionnisme et siège pour la première fois au Parlement d'Irlande du Nord à la tête d'une opposition impuissante, mais afin de mettre en évidence les griefs catholiques, en particulier en relation avec l’éducation. Il est réélu dans la circonscription de quatre membres jusqu'à ce que la représentation proportionnelle par vote unique transférable soit abolie pour les circonscriptions territoriales et des sièges uninominaux introduits pour l'élection de 1929.
De 1929 jusqu'à sa mort, Joe Devlin est le député d'Irlande du Nord pour Fermanagh et Tyrone. Il fait voter un amendement à la loi de 1930 sur l'éducation en Irlande du Nord qui améliore le financement des écoles catholiques. Sinon, ce sont des années de démoralisation pour les catholiques du Nord, et le parti s'abstient après 1932 en raison de l'abolition de la représentation proportionnelle, lorsque la frustration le chasse finalement, lui et ses partisans, du parlement de Belfast.
Après sa mort, James Craig, Premier ministre d'Irlande du Nord et chef du parti unioniste d'Ulster, déclare: « Lui et moi étions dans des camps politiques opposés pendant plus de trente ans et nous nous sommes battus pour nos partis respectifs, nécessairement parfois avec une vive inimitié, mais je n’ai jamais éprouvé que de l’admiration pour son caractère personnel. »

## Famille
Wee Joe comme il est populairement connu, était tenu en haute affection par ses électeurs pour sa personnalité charmante et effervescente. C'est un orateur fluide et puissant. Dans les dernières années, il occupe le poste de directeur de la Distillery Company et de président de l'Irish News et aime organiser des fêtes d'été — « jours de délice » — pour les enfants de Belfast. Son approche dans la vie consiste à « faire avancer les choses ». Il a vécu la majeure partie de sa vie à Belfast, bien qu'il ait passé quelques années à Londres. Porte-parole reconnu et leader des nationalistes catholiques d'Ulster depuis des décennies, Devlin meurt à Belfast le 18 janvier 1934. Il est enterré au cimetière de Milltown. Ses funérailles à la Cathédrale Saint-Pierre de Belfast, sont suivies par des membres éminents des deux gouvernements. La salle AOH d'Ardboe, dans le comté de Tyrone, porte son nom. Il ne s'est jamais marié.

## Sources
- Résultats des élections parlementaires en Irlande, 1801–1922, édité par BM Walker (Royal Irish Academy 1978)
- Résultats des élections parlementaires d'Irlande du Nord 1921-1972, par Sydney Elliott (Publications de référence politique 1973)
- Résultats des élections parlementaires britanniques 1918–1949, compilé et édité par FWS Craig (The Macmillan Press 1977)
- Un dictionnaire de l'histoire irlandaise depuis 1800, DJ Hickey & JE Doherty, Gill & MacMillan (1980)
- Qui est qui dans la longue gestation, Patrick Maume (1999) p. 225, (ISBN 0-7171-2744-3)
- Dictionnaire de biographie nationale d'Oxford, AC Hepburn, vol. 15 p. 983 984, Oxford University Press, (2004)
- L'évolution de la politique nationale irlandaise, Tom Garvin, Gill et MacMillan (1981) (2005), pp. 105-110 "La montée des hiberniens", (ISBN 0-7171-3967-0)
- Dividing Ireland, World War 1 and Partition, Thomas Hennessey, Routledge Press (1998), (ISBN 0-415-17420-1)
- Home Rule, an Irish History 1800-2000, Alvin Jackson, Phoenix Press (2003), (ISBN 0-7538-1767-5)